# エンツハイムの戦い
エンツハイムの戦い（エンツハイムのたたかい、英語: Battle of Entzheim）は仏蘭戦争中の1674年10月4日、テュレンヌ子爵率いるフランス王国軍とアレクサンドル・ド・ブルノンヴィル率いる皇帝軍の間で行われた戦闘。神聖ローマ帝国軍が人数上で優勢にもかかわらず、両軍とも同程度の損害を被った。

## 背景

### 仏蘭戦争
仏蘭戦争の原因は、フランス王ルイ14世が栄光を求めて軍事上の勝利を得ようとしたことと、1667年から1668年までのネーデルラント継承戦争においてネーデルラント連邦共和国（オランダ）が裏切ったことに対して懲罰を与えることの2点だった。オランダははじめフランスの同盟国だったが、ルイ14世の領土拡大に対する野心に直面するとイングランド王国とスウェーデン王国と三国同盟を締結してフランスの拡張主義を阻害した。ルイ14世はネーデルラント継承戦争では譲歩したが、直後に資金力でスウェーデンとイングランドを取り入れて同盟から離脱させた。そして、フランスは1672年にオランダに侵攻した。しかし、オランダは侵攻を阻止することに成功、やがて神聖ローマ帝国などほかの国が対仏戦争に参戦した。
1674年の戦役は主にオランダで戦われたが、神聖ローマ帝国軍はアルザスで第二の戦線を開こうとした。帝国元帥アレクサンドル・ド・ブルノンヴィルは9月に軍勢4万以上を率いてストラスブールでライン川を渡りアルザスに入った。帝国の外交官がそのような行軍の許可を取ったことは注目に値する。というのも、ストラスブールはそれまで中立であり、その近くのライン川にかけてあった橋は主な渡河点の1つであった。ブルノンヴィルはブランデンブルク選帝侯フリードリヒ・ヴィルヘルムからの2万人との合流を期待しており、合流が果たされた場合には少勢のフランス軍をなぎ倒すことができ、フランス東部を広く占領することができるようになる。

### フランス軍の行軍
兵士2万2千と大砲30門しかなかったフランス元帥のテュレンヌ子爵はブルノンヴィル軍がブランデンブルクの援軍と合流する前に会戦を挑まなければならなかった。テュレンヌは速く進軍して敵の不意を突くために、10月2日から3日にかけての夜にモルスアイムに進んだ。フランス軍はそこからエンツハイムにいる帝国軍とストラスブールの連絡線を脅かすことができる。翌4日にはテュレンヌが濃霧を利用して帝国軍への接近を隠した。濃霧はその後、雨に変わった。

### 戦場
エンツハイムにいたブルノンヴィルの軍勢はおよそ3万5千人だった。フランス軍が到着すると、両軍とも2列の陣形を形成、歩兵を中央に、騎兵を両翼に配置した。テュレンヌは戦列ごとの後ろに騎兵の予備軍を配置、マスケット銃隊の小部隊を騎兵大隊の間に配置、穴が出ないようにした。エンツハイムはブルノンヴィル軍の中央部の前、両軍の間にあった。戦場の東にはぶどう園と大きな森があり、西には小さな森林地帯とそのすぐ南にある峡谷があった。これらの地形は帝国軍の左翼を守っていた。

## 戦闘
両軍とも西にある小さな森の重要性に気づいた。帝国軍は砲兵を配置して森を守ろうとし、フランス軍は歩兵8個大隊を送ってそれを攻撃した。ルイ・フランソワ・ド・ブーフレール率いる竜騎兵部隊も攻撃に加わった。しかし、雨が降り続けたためフランスの砲兵が泥の中をうまく進めなかった。フランス軍の攻撃に対し、ブルノンヴィルは2列目の歩兵と予備軍を引き抜いて増援とし、テュレンヌは1列目から3個大隊を引き抜き、右翼の騎兵も森への攻撃に投入された。森をめぐる戦闘が長引き、フランス軍は森を占領したが帝国軍の反撃で撃退された。
このように多くの軍勢が森への攻撃に投入されたことにより、フランス軍の中央部に穴が生じた。ブルノンヴィルはフランス軍の戦列に開いた2つの穴に対し騎兵突撃を行うよう命じた。帝国軍の騎兵の一部がフランス軍1列目の中央部に残っていた7個大隊を攻撃した一方、エネアス・デ・カプラーラ伯爵率いる残りの騎兵はフランス軍左翼の騎兵を攻撃した。フランス軍中央部の歩兵は冷静に陣形を保ち、騎兵突撃を撃退した。カプラーラの攻撃はフランス騎兵の1列目を突破したが、2列目と予備軍の反撃により撃退された。
イングランドのフランス派遣軍が戦闘で重要な役割を果たした。イングランドは1674年2月にオランダとその同盟国と講和したが、国王チャールズ2世はフランスへの派遣軍を召還しなかった。このときの派遣軍にはジョン・チャーチル大佐（後の初代マールバラ公爵）が従軍していた。彼は森への攻撃に参加して帝国軍の大砲を5門鹵獲した。戦闘を目撃したとあるイングランド人は「チャーチル氏より上手くできた人はいない[...]テュレンヌ子爵はわが国に満足した。」と記述した。チャーチル自身はテュレンヌがイングランド歩兵の多くを投入しなかったことを批判した。
戦闘はそのままステイルメイトに陥るように見えたが、フランス軍による最後の試みは森を占領することに成功した。帝国軍の防御工事でさらなる進軍が防がれたが、森が占領された今では帝国軍の左翼が危機に陥った。帝国軍の騎兵によるフランス軍中央部と左翼への攻撃が失敗したこともあり、ブルノンヴィルは撤退を命じた。帝国軍は南へ退き、やがてコルマールで冬営に入った。フランス軍も戦闘と泥濘のなかでの進軍で疲弊しており、テュレンヌは北のアグノーへ退いて軍営をもうけた。フランス軍の損害は約3,500人で帝国軍の損害は約3,000人だった。

## 結果
エンツハイムの戦いの後、両軍とも撤退したため、戦術的には決定的な結果をもたらさなかった。しかし、戦略的にはブルノンヴィルのフランス侵攻を防いだテュレンヌの勝利だった。帝国軍が冬営に入ったことで、ブルノンヴィルは1675年春まで行動する予定がないことを示したのだった。
1674年夏から1675年冬まで、「テュレンヌは偉大とした言いようがない戦役を戦った」と言われている。数的に劣勢であったにもかかわらず、テュレンヌは大胆な戦術で帝国軍をエンツハイムにくぎ付けにした。帝国軍が動かなくなったことで、テュレンヌは冬季の行軍を自由に行うことができ、やがてトゥルクハイムの戦いでの決定的な勝利につながった。
現代でもエンツハイムは小さな村のままだったが、戦場の大半は現ストラスブール国際空港の一部となっている。